# ラクイラ大学
ラクイラ大学（らくいらだいがく、英語: University of L'Aquila、公用語表記: Università degli studi dell'Aquila）は、ラクイラに本部を置くイタリアの国立大学。1596年創立、1964年大学設置。
18000人以上の生徒が在籍し、約600人の教授がいる。

## 歴史
歴史は1458年に設立された教育機関にさかのぼるが、1952年に海抜2000メートルの場所にラクイラ大学の母体が生まれた｡

## 規模
- 学部数：9[4]
- 学科数：17
- 授与された学位の合計：85
- 教師の人数：645
- 学生：19070